# Most Kamienny w Kaliszu
Most Kamienny – most drogowy na Prośnie w Kaliszu, w ciągu ulicy Śródmiejskiej, znajdujący się na pograniczu Śródmieścia I i Śródmieścia II; klasycystyczny, budowany od marca 1824 do sierpnia 1825 pod kierownictwem Franciszka Reinsteina, a według projektu Sylwestra Szpilowskiego. Posiada żelazne balustrady tralkowe i nawierzchnię brukowaną, ruch na nim odbywa się jednokierunkowo w stronę ratusza. Na cokołach płyty znajduje się herb Kalisza i łacińskie napisy upamiętniające budowę, po polsku brzmiące: Obywatele kaliscy pragną, aby most ten kosztem publicznym miasta wystawiony, w marcu 1824 rozpoczęty, a w sierpniu 1825 roku pod imieniem najjaśniejszego Aleksandra I, cesarza i króla, ojca ojczyzny i opiekuna miasta tego ukończony, był dla potomnych świadkiem ich wdzięczności i przywiązania. Dawniej w jego miejscu znajdował się most zwodzony. Wpisany do rejestru zabytków w 1964, jest najstarszym istniejącym mostem w Kaliszu.